# Domino Lake
Der Domino Lake (englisch; bulgarisch езеро Доминото esero Dominoto) ist ein in südost-nordwestlicher Ausrichtung 308 m langer und 67 m breiter See im Südwesten von Snow Island im Archipel der Südlichen Shetlandinseln. Er liegt auf dem Aktinia Beach am Rebrovo Point. Von der Boyd Strait trennt den 1,33 Hektar großen See ein zwischen 20 und 42 m breiter Landstreifen.
Britische Wissenschaftler kartierten ihn 1968, bulgarische 2009. Die bulgarische Kommission für Antarktische Geographische Namen benannte ihn im April 2021 deskriptiv. In seiner Form erinnert der See an eine Halbmaske für die Augen, auch Domino-Maske genannt.